# Batagaj
Batagaj (in lingua russa Батагай) è il centro amministrativo del distretto di  Verchojanskij, nella Sacha-Jakuzia, nell'estremo oriente della Russia, sul fiume Jana (in lingua russa Яна). La popolazione della città si è effettivamente dimezzata in vent'anni: contava 4.740 abitanti nel 2010, e 8.385 abitanti nel 1989. La città è un villaggio di tipo urbano. Le coordinate geografiche di Batagaj sono 67°39°'N 134°38°E.